# Marcescence

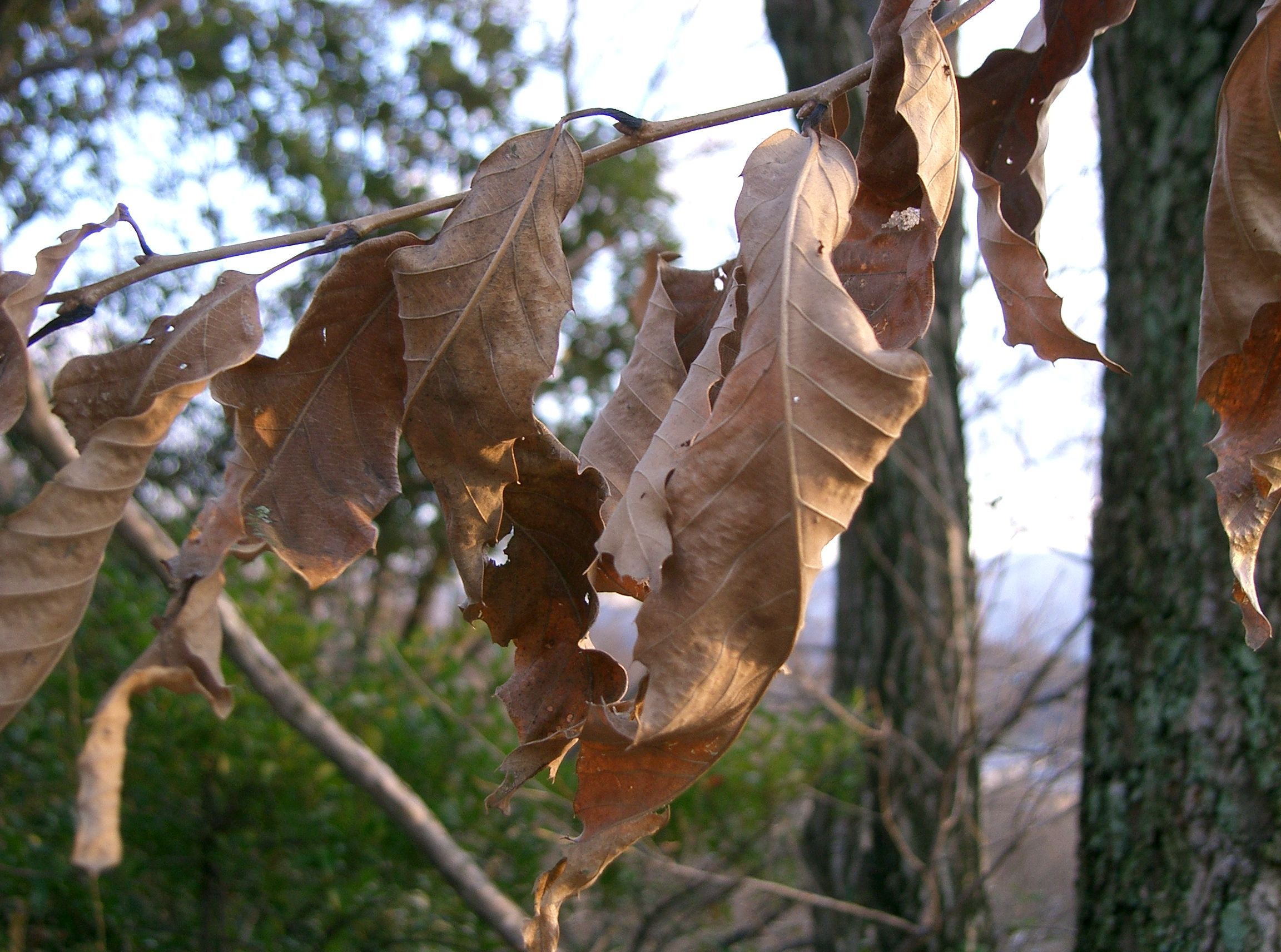
Feuillage marcescent de chêne, ici celui de Quercus acutissima, le chêne du Japon

La marcescence (adjectif : marcescent ; du latin marcescere : se flétrir, se faner) est l'état d'un organe végétal qui, après son flétrissement, demeure longtemps desséché sur la plante et ne s'en détache parfois qu'à la fin de la saison hivernale. Elle concerne notamment la rétention des feuilles en hiver chez certaines espèces de plantes.
Par extension, cet état se dit aussi d'une plante caractérisée par de tels organes (notamment un arbre qui conserve ses feuilles mortes attachées aux branches durant la saison de repos végétatif) ou d'une formation végétale (exemple : une forêt marcescente).

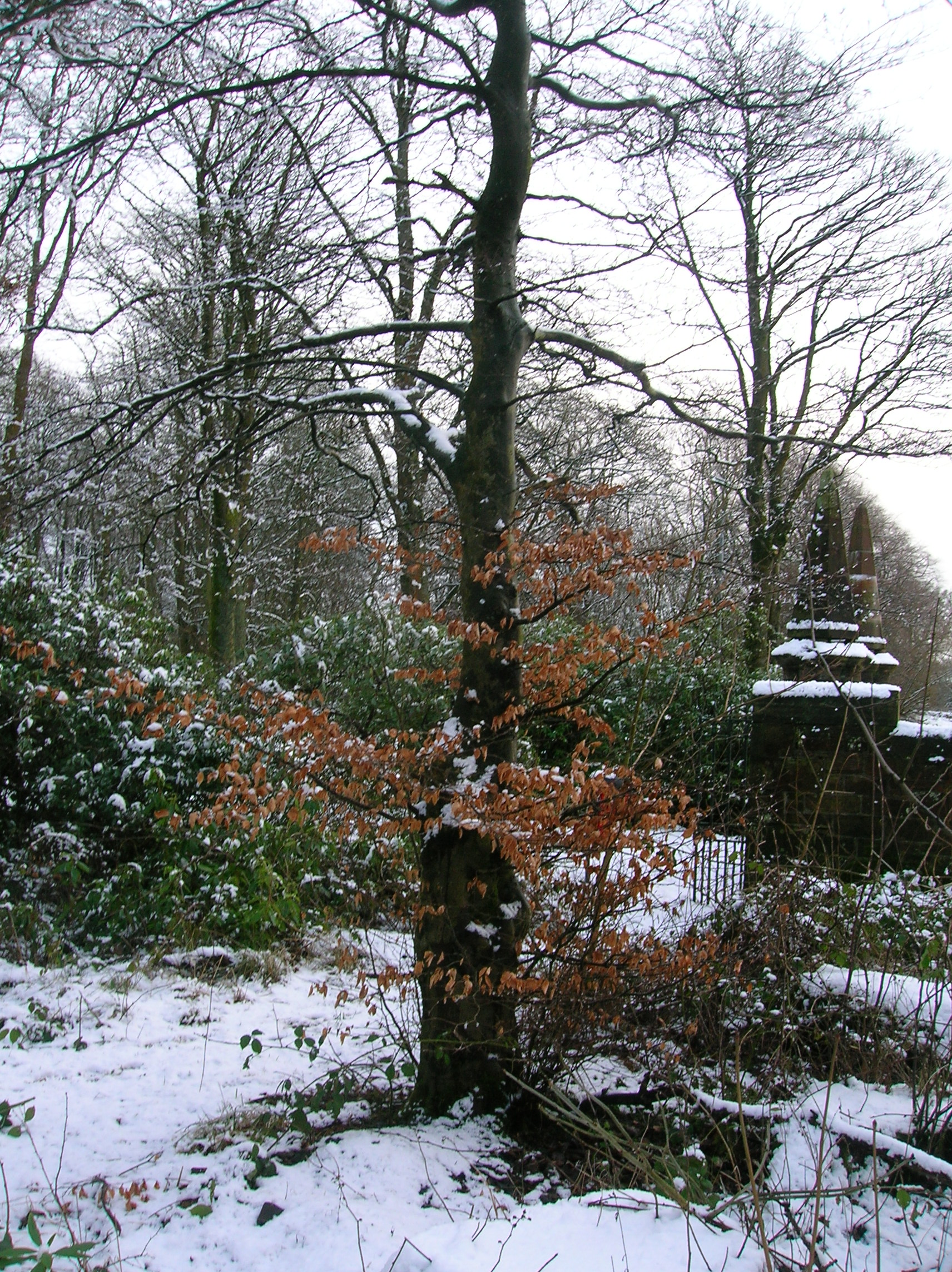
Marcescence partielle typique du hêtre (Fagus sylvatica) uniquement sur les branches basses

La marcescence est considérée comme une variation de la caducité, les arbres et arbustes à feuillage caduc (ou décidu) changeant de feuilles en bloc chaque année et connaissant une phase plus ou moins longue sans feuilles.

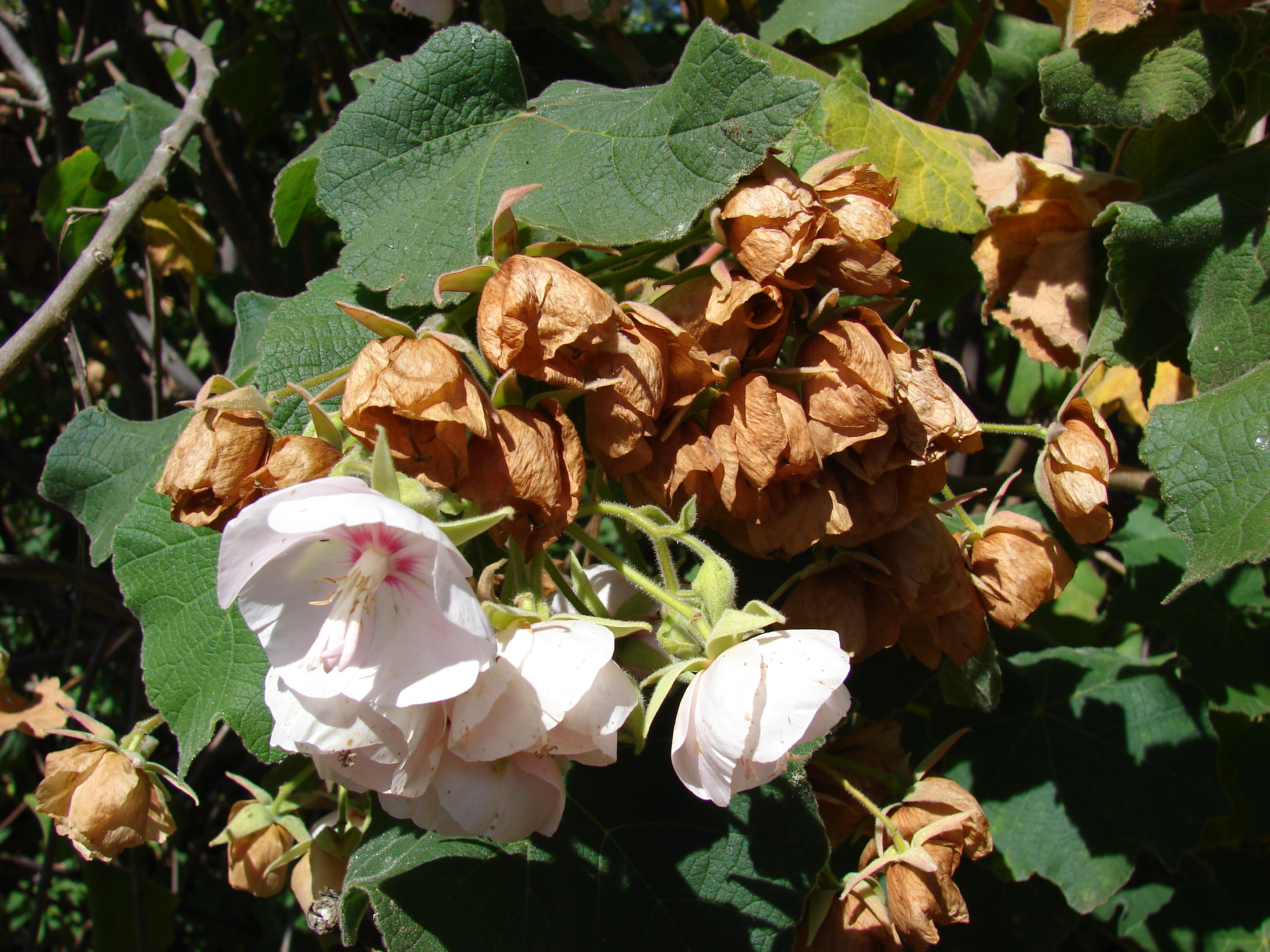
Marcescence des pétales chez les Dombeya, illustrée ici chez Dombeya pulchra

Plusieurs espèces d'arbres appartenant à l'ordre des Fagales tels les chênes, les hêtres, les charmes, et les châtaigniers présentent fréquemment des feuillages marcescents. Chez ces espèces, la marcescence est plutôt une marque de jeunesse caractérisée par l'absence de zone d'abscission au niveau des pétioles de leur feuille ; les arbres atteignant leur maturité conservent rarement leur feuillage flétri et deviennent caducs. La marcescence peut aussi être interrompue par des conditions climatiques particulières qui provoquent la chute des feuilles en cours d'hiver (vent, gelées).
On qualifie également de marcescentes toutes autres pièces végétales qui subsistent desséchées sur la plante alors qu'elles sont mortes. Ainsi en va-t-il par exemple des feuilles de certaines herbacées ou des corolles florales de jonquille et de narcisse, de bruyères, des pétales de Dombeya ou encore des bractées florales des hortensias.

## Avantages écologiques
| |  |  |
| Chez les individus de plusieurs espèces comme le Chêne ou le Hêtre, la marcescence s'observe uniquement au niveau des parties les plus basses et centrales du houppier. Cette stratégie compétitive pourrait être liée à la protection contre le broutage de la mégafaune du Pléistocène qui se nourrit à partir de bourgeons ou de jeunes feuilles d'arbre dans des milieux à dominante forestière : l'abroutissement exercé par les grands herbivores de type brouteur, à l'instar de Megatherium qui pouvait culminer à près de 4 m en se dressant sur ses pattes arrière, aurait exercé sur certains arbres une pression sélective conduisant ces ligneux à acquérir une nouvelle potentialité telle que la marcescence localisée sur les branches de hauteur inférieure à 5 m. |  |  |

La marcescence, commune en zone tempérée du nord et dans tout l'Holarctique, pourrait selon les écologues et biologistes de l'évolution avoir plusieurs avantages : 
- dissuader les grands herbivores (ex : cervidés, orignaux...) de manger les bourgeons nutritifs, en leur présentant des feuilles mortes et sèches, très peu nutritives, et moins appétentes. Claus R. Svendsen a expérimentalement montré (1992) que les feuilles marcescentes (du hêtre et du charme notamment) « peuvent être considérées comme un mécanisme anti-herbivore »[8].
- Être un facteur adaptatif pour les arbres poussant sur des sites secs et infertiles. Le hêtre et surtout le chêne y poussent souvent relativement bien et peuvent y rivaliser avec d'autres espèces. Une hypothèse est que retenir les feuilles jusqu'au printemps pourrait être un moyen d'éviter leur décomposition au sol en hiver pour apporter au sol un pic printanier de matière organique, un peu comme quand les humains apportent du compost ou un paillis, à un moment où il est le plus nécessaire par l'arbre en croissance[9].
- Améliorer la photodégradation des feuilles. Des expérimentations sur la litière végétale d'arbres marcescents ont conclu que le fait de garder les feuilles au-dessus du sol en hiver peut accroître leur photodégradation par la lumière solaire. Parce que les feuilles de certaines espèces marcescentes se décomposent plutôt mal, cette photodégradation accrue pourrait permettre une décomposition très accélérée quand elles tombent enfin de l'arbre[10].
- La marcescence des feuilles situées sur les branches basses, permet à l'arbre de piéger la neige pendant les mois d'hiver. La neige peut alors constituer une sorte d'igloo protégeant des fortes variations de températures et du vent, et en collectant de la neige supplémentaire, les arbres ont une meilleure réserve d'eau au moment de la fonte des neiges[9].
- À certaines époques de l'année, des feuilles marcescentes peuvent protéger certaines espèces du stress hydrique et/ou du stress thermique. Ainsi, dans les environnements «alpins» tropicaux, une grande variété de végétaux de différentes familles, dans différentes parties du monde, ont développé une croissance en rosette caulescente, caractérisée par des rosettes à feuilles persistantes poussant au-dessus des feuilles marcescentes. Espeletia schultzii et Espeletia timotensis, toutes deux originaires des Andes, sont des exemples de plantes pour lesquelles il a été confirmé que les feuilles marcescentes améliorent la survie, aident à l'équilibre hydrique ou protègent la plante des dommages causés par le froid. Les couronnes de feuilles marcescentes qui piègent la litière des palmiers Dypsis accumulent des détritus, améliorant ainsi leur apport en nutriments[11], mais en piégeant des détritus riches en nutriments, les palmiers à base de feuilles marcescentes sont également plus susceptibles de permettre la germination de figues épiphytes dans les feuilles marcescentes, avec les figues étranglant peut-être par la suite les paumes[12]. 
Les genres de palmiers avec des taxons ayant des bases de feuilles marcescentes et attirant une croissance de figues épiphytes comprennent Attalea, Butia, Caryota, Copernicia, Elaeis, Hyphaene, Livistona, Phoenix, Sabal et Syagrus[12].

## Galerie

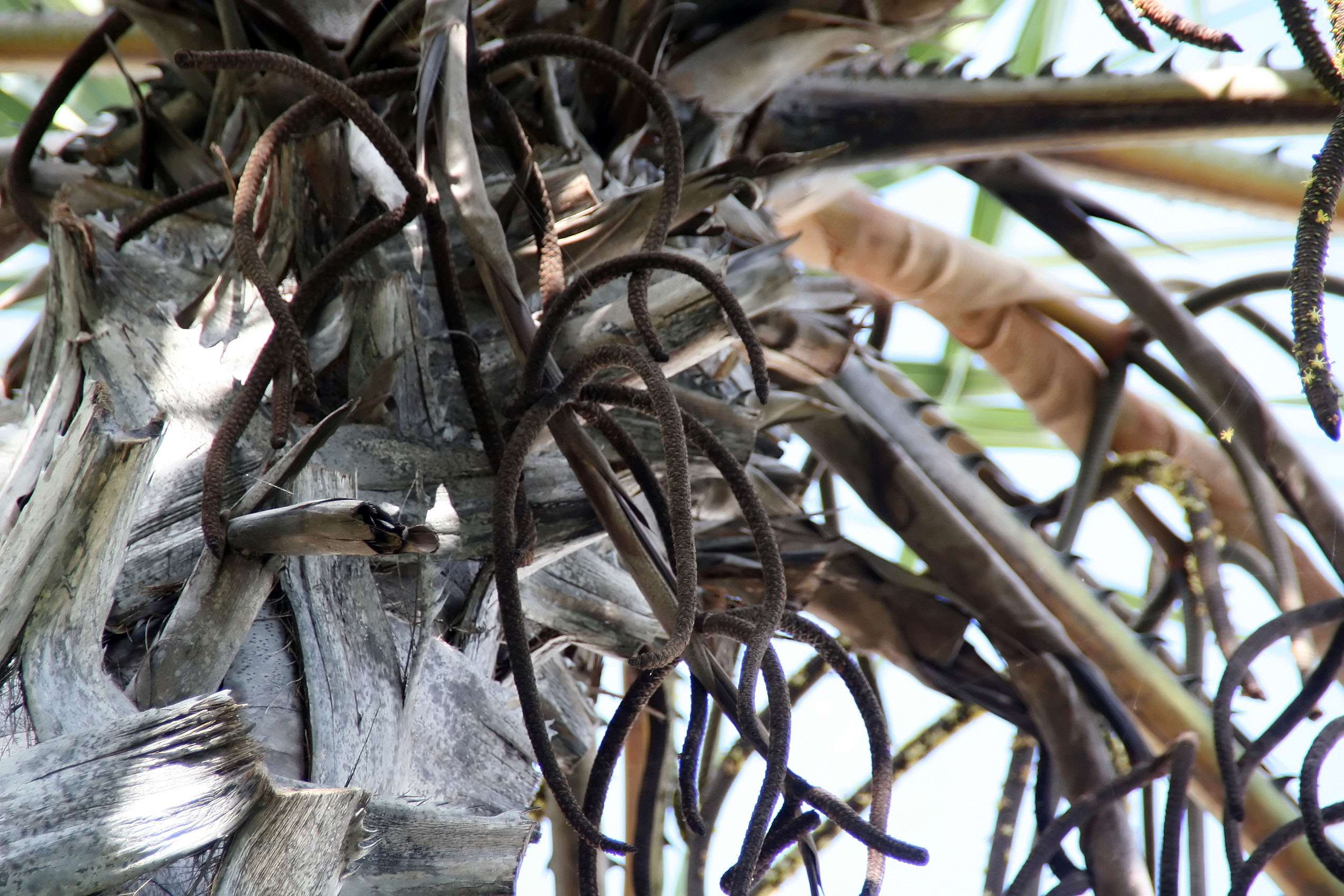
Hyphaene dichotoma (Arecaceae)
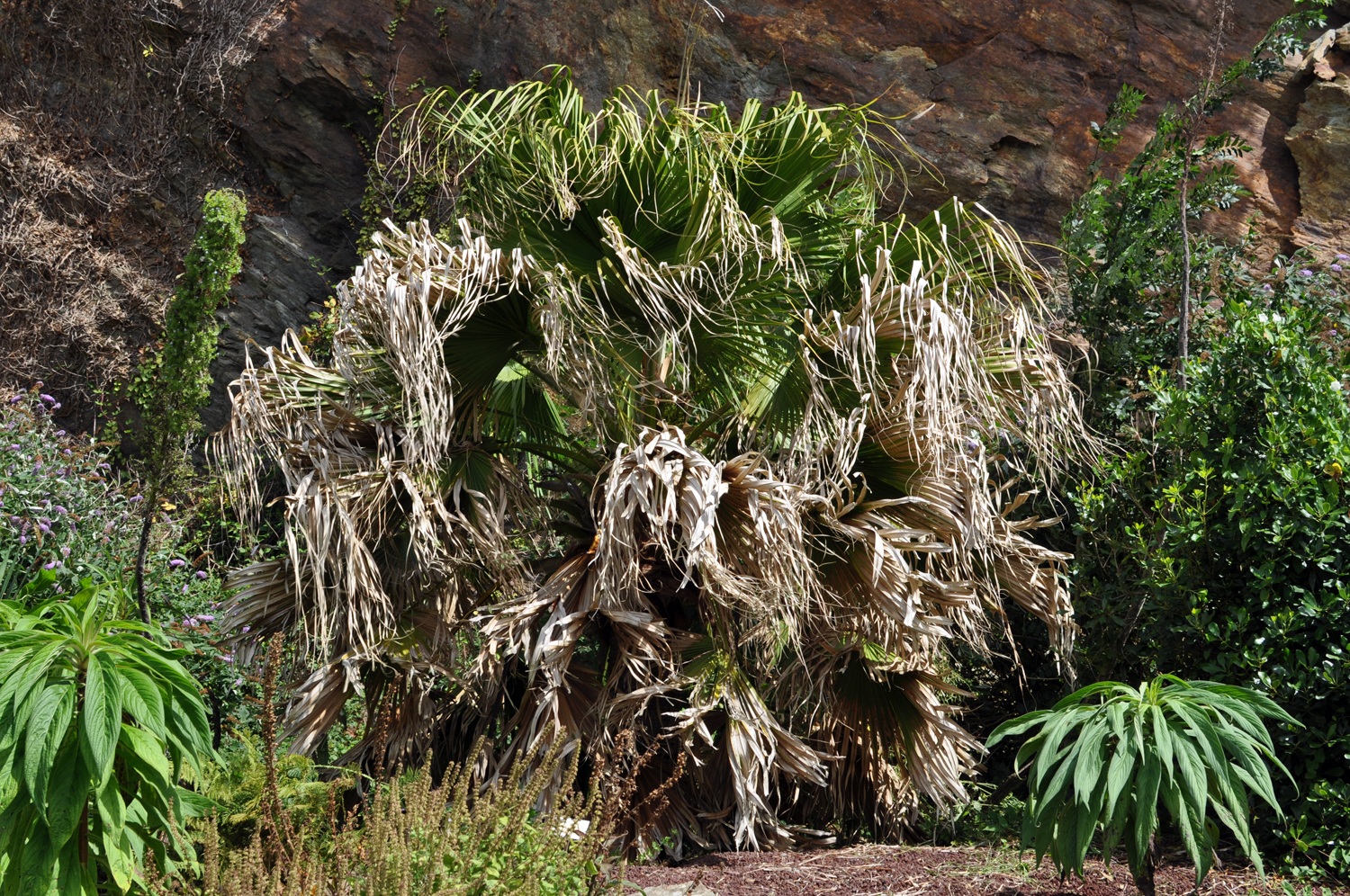
Livistona chinensis (Arecaceae)
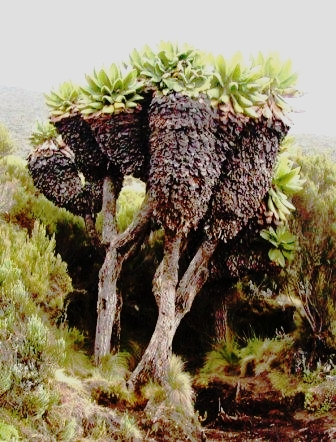
Dendrosenecio kilimanjari (Asteraceae)
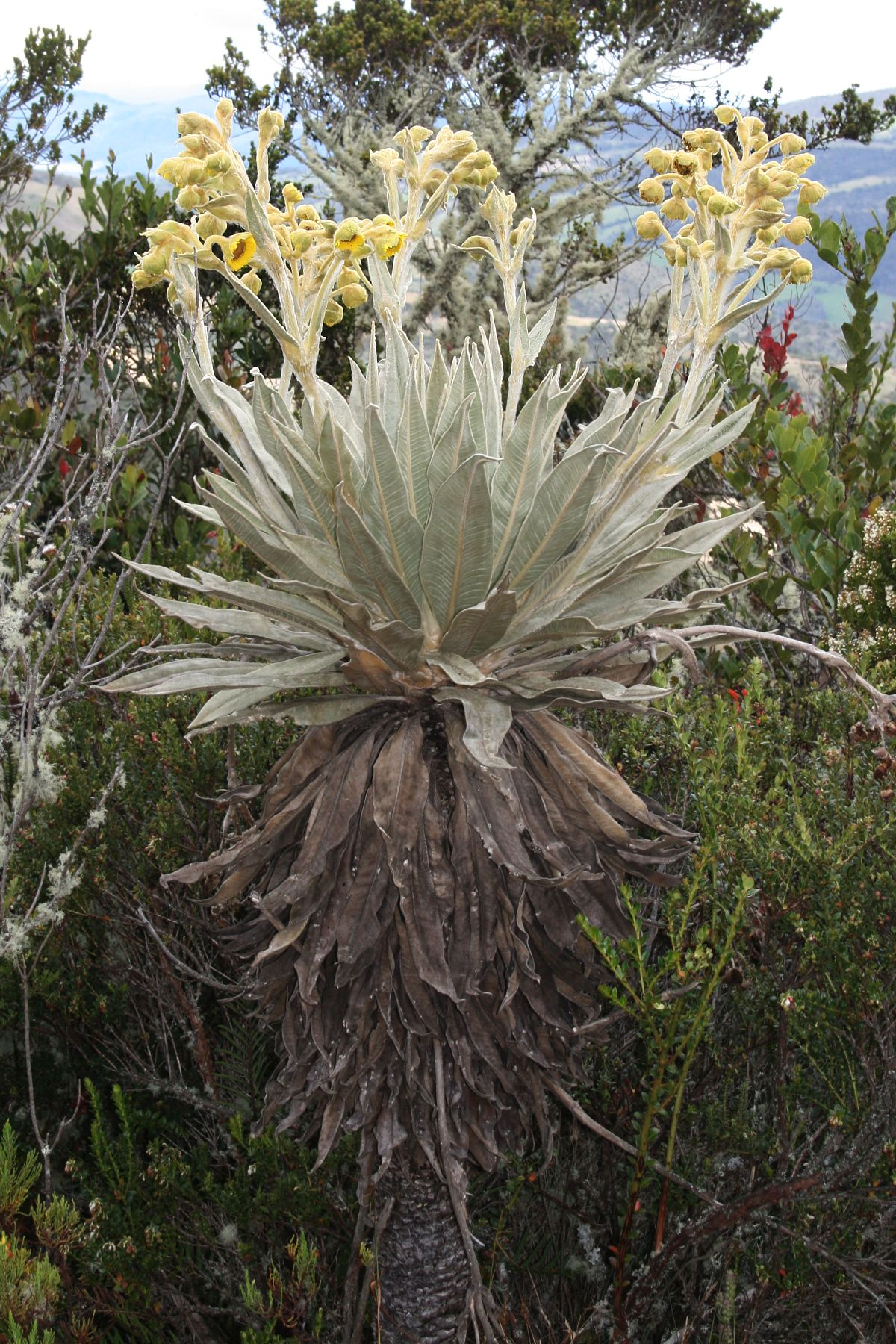
Espeletia grandiflora (Asteraceae)
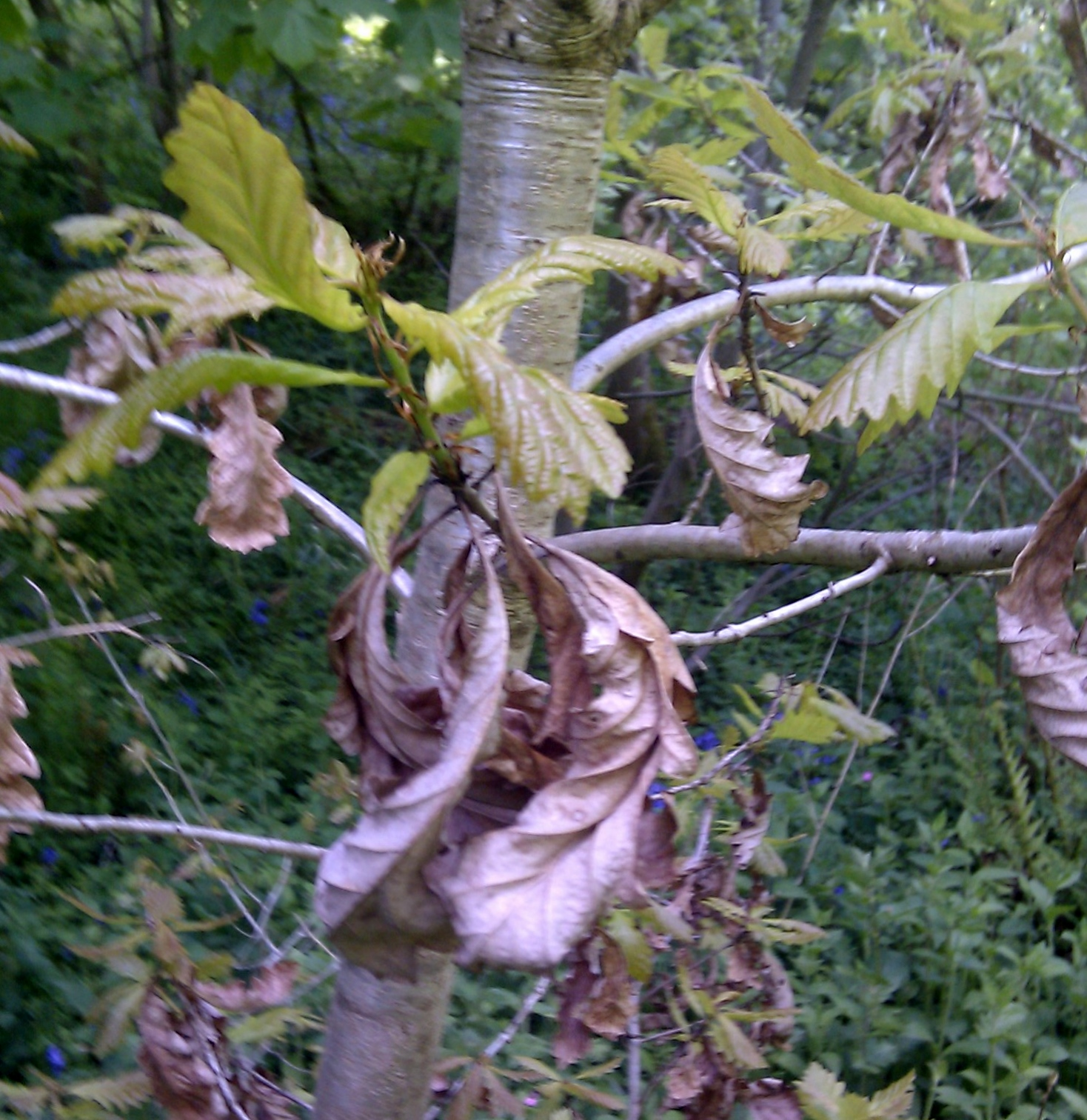
Quercus (Fagaceae)
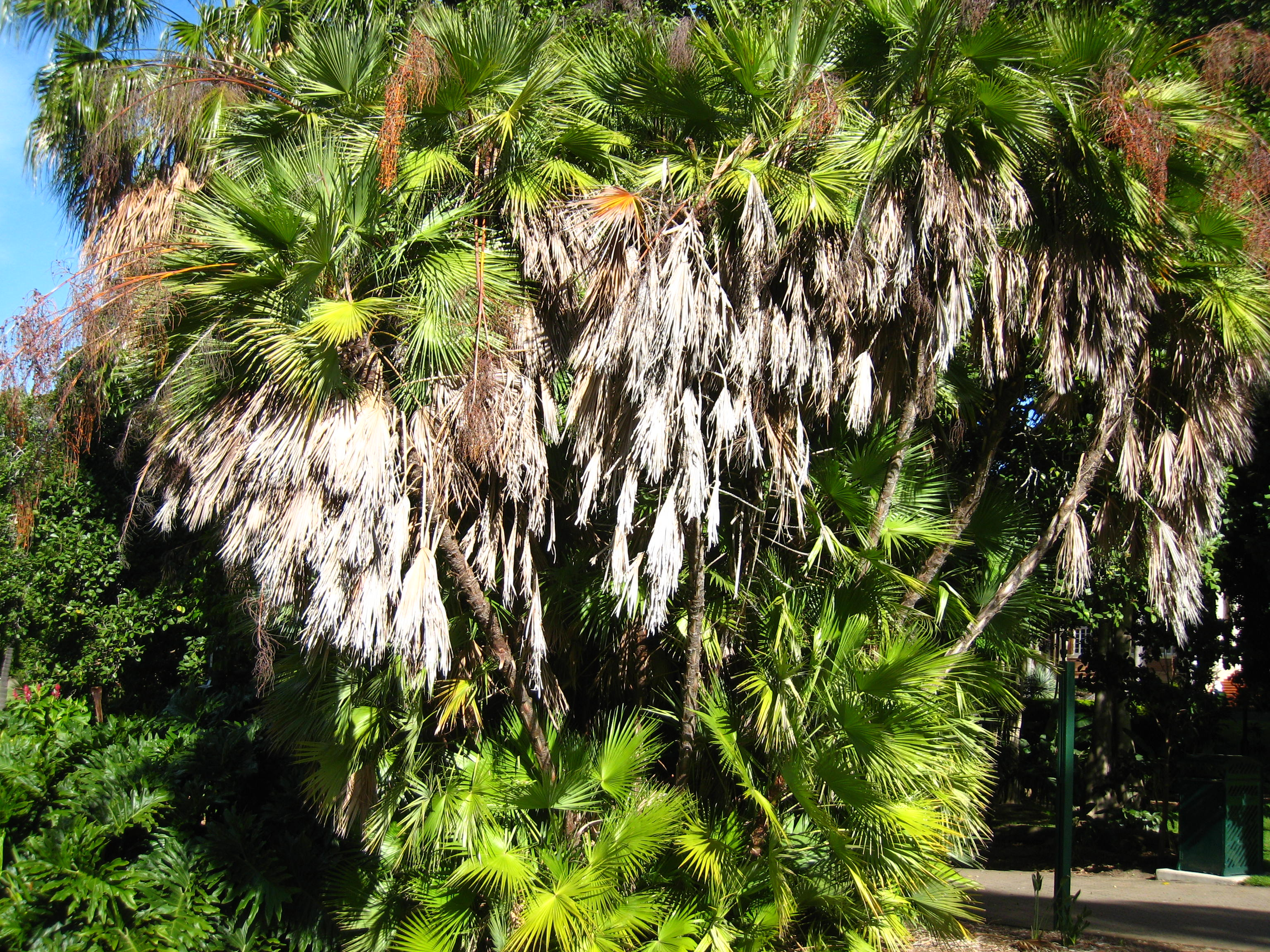
Acoelorrhaphe wrightii  (Arecaceae)
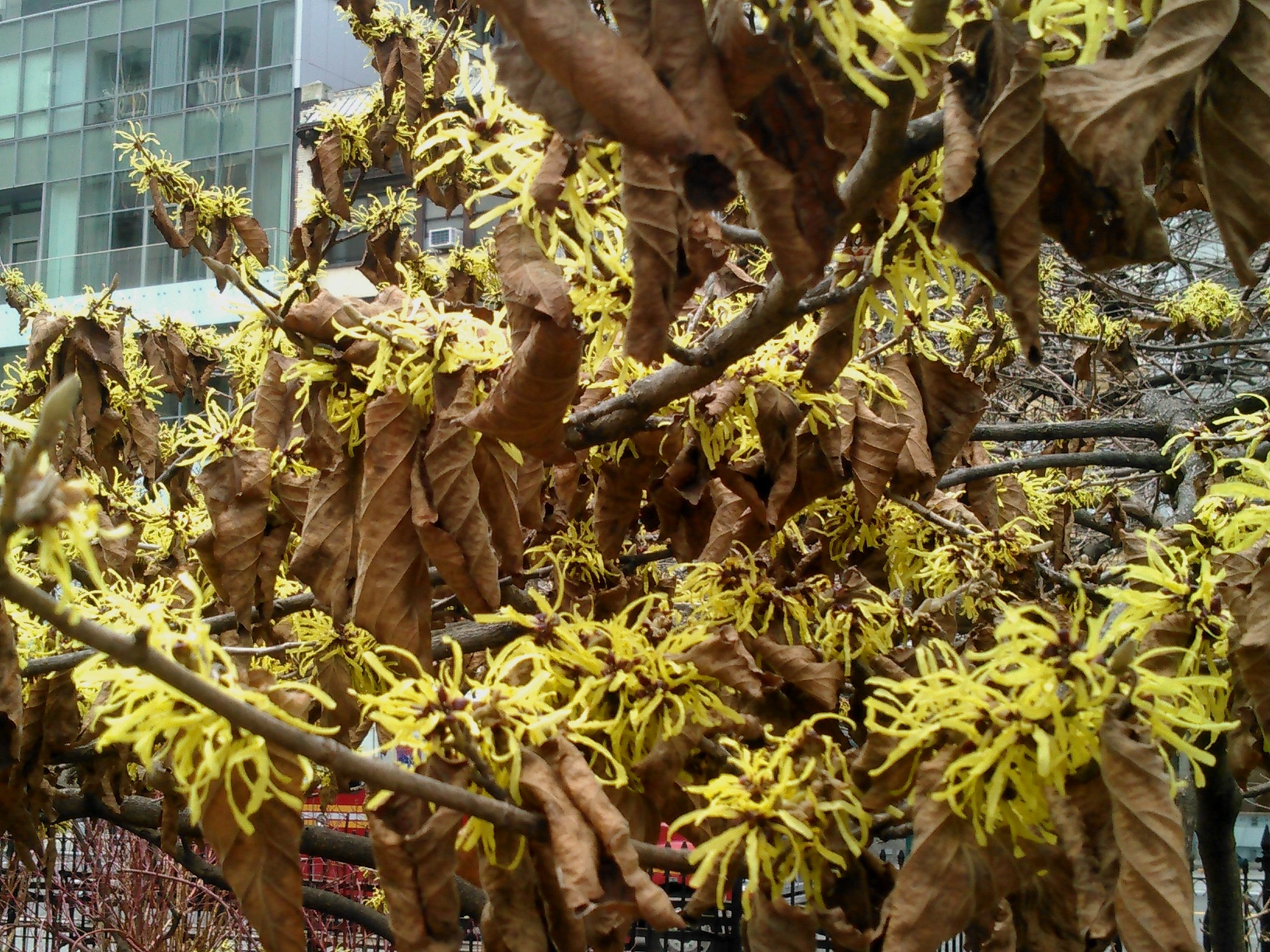
Hamamelis x intermedia (Hamamelidaceae)
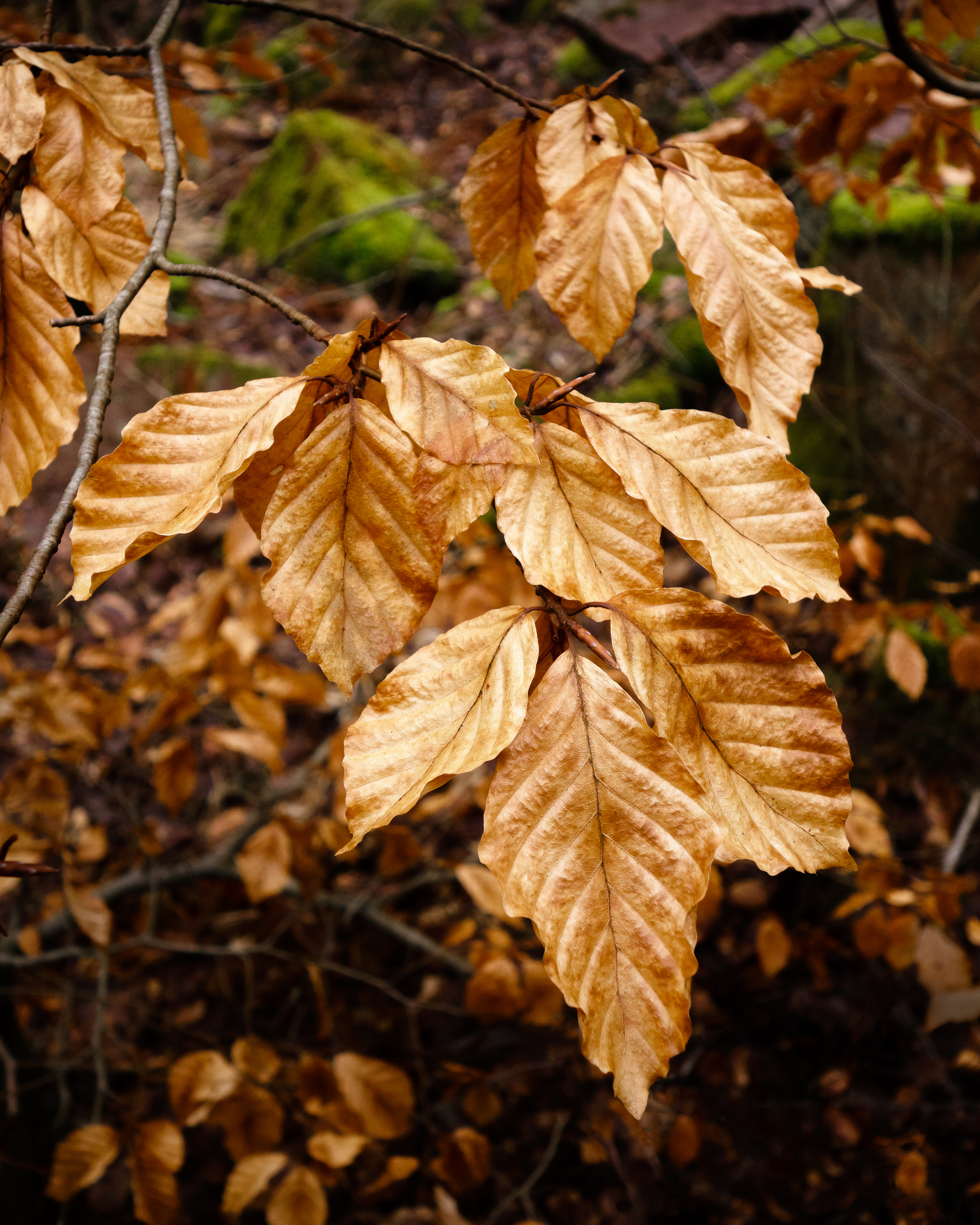
Fagus sylvatica (Fagaceae)